# Olsztynek (stacja kolejowa)
Olsztynek – stacja kolejowa w Olsztynku, w województwie warmińsko-mazurskim, w Polsce. Według klasyfikacji PKP ma kategorię dworca lokalnego. Znajdują się tu 2 perony.

## Ruch pasażerski
| Rok  | Wymiana pasażerska na dobę |
| ---- | -------------------------- |
| 2017 | 300–499                    |
| 2022 | 500–699                    |

11 października 2019 podpisana została umowa na przebudowę dworca